# Турбиния
Турбиния — первое в мире судно с паротурбинной установкой (турбина Парсонса). Построена в 1894 году английским инженером Чарлзом Парсонсом. «Турбиния» была самым скоростным судном своего времени. 
Среди создателей судна — известный учёный Чарлз Парсонс. В 1894 году он вместе с друзьями основывает Marine Steam Turbine Company и получает патенты для их морского применения. «Турбиния» была заложена 2 августа. В 1897 году «Турбиния» делает блистательный выход на мировую сцену, показав высокую скорость на морском параде в честь Бриллиантового юбилея королевы Виктории в Спитхеде .
В настоящее время судно находится в музее Newcastle's Discovery Museum (Ньюкасл-апон-Тайн), а её турбина находится в Лондонском музее науки.